# Rosen Zheliazkov
Rosen Dimitrov Zhelyazkov (en búlgaro: Росен Димитров Желязков, Sofía, 5 de abril de 1968) es un político búlgaro que es el actual primer ministro de Bulgaria desde 2025.  Miembro del partido GERB, anteriormente se desempeñó como Presidente de la Asamblea Nacional de 2023 a 2024, Miembro de la Asamblea Nacional de 2021 a 2025 y Ministro de Transporte de 2018 a 2021.